# Fjärdgrynnan
Fjärdgrynnan är ett skär i Åland (Finland). Det ligger i den norra delen av landskapet, 40 km norr om huvudstaden Mariehamn.
Terrängen runt Fjärdgrynnan är platt. Havet är nära Fjärdgrynnan norrut. Runt Fjärdgrynnan är det glesbefolkat, med 16 invånare per kvadratkilometer.. Närmaste större samhälle är Finström, 19,0 km söder om Fjärdgrynnan. 
I omgivningarna runt Fjärdgrynnan växer i huvudsak barrskog.